# Ilkka Niiniluoto
Ilkka Maunu Olavi Niiniluoto (Helsinki, 12 de marzo de 1946) es un filósofo y matemático finés.

## Biografía
Hijo de padres periodistas, está casado con Ritva Pelkonen y tienen tres hijos llamados Petro, Riikka- Maria y Atro.
Los dos hermanos mayores de Niniluoto siguieron la tradición de la familia y rápidamente se convirtieron en periodistas pero él, que es el menor de los tres hermanos decide estudiar una carrera más académica, así que se gradúa de la Licenciatura en Ciencias en 1967 en la Universidad de Helsinki.
Un año más tarde termina la maestría en matemática y durante este proceso es que descubre su interés por la filosofía específicamente, de la filosofía analítica y para 1971 estaba terminando la licenciatura en Filosofía en la misma universidad. En 1972 acude como estudiante visitante de primavera a la Universidad de Stanford, EE. UU. y para 1974 se había graduado como Doctor en Filosofía en Helsinki.

## Experiencia profesional
Niiniluoto, inició en la Universidad de Helsinki como asistente de enseñanza de filosofía en 1969, más tarde fue asistente de investigación de la Academia de Finlandia para después regresar al lugar dónde empezó su carrera, Helsinki donde se ha desempeñado como profesor asistente de matemáticas de la filosofía teórica (1973-1981), donde ha sido profesor desde 1977. También ha estado muy presente en la Facultad de Humanidades pero gracias a su trabajo y dedicación se convirtió en el tercer vicerrector de la universidad de los años 1998-2003 y 2003-2008, posteriormente el 25 de abril de 2008 fue elegido rector.
Ilkka también ha sido parte de numerosas sociedades profesionales, entre las que destacan La Sociedad Filosófica de Finlandia en la que fue tesorero, Vicepresidente y Presidente, La Sociedad Matemática de Finlandía, Sociedad Finlandesa para la Historia de las Ideas, La sociedad Británica de la Filosofía y la Ciencia, Sociedad Finlandesa de Estudios de la Ciencia y la Sociedad Finlandesa de Estudios del Futuro en la que fue miembro de honor en el 2000. No se puede dejar de mencionar que desde 1980 es el editor de Acta Philosophica Fennica.

## La filosofía
“Como un realista científico crítico, soy un falibilista que aprueba la corregibilidad de todo el conocimiento humano. Dogmatismo científico es perjudicial, ya que está en conflicto con el carácter de auto-corrección de la ciencia e inhibe el progreso científico. Pero los propios científicos deben ser capaces de estimar la fiabilidad de sus tentativas conclusiones. Cuando la comunidad científica llega a un consenso sobre alguna cuestión, la crítica abierta todavía debe ser permitida, pero, naturalmente, un cambio en el que prevalece la opinión necesitaría fuertes contra-argumentos científicos y nuevas pruebas. Como expertos en el pensamiento crítico, los filósofos deben ayudar en este tipo de episodios evaluando el peso de los argumentos y las posiciones rivales.”
                                                                                  Ilkka Niiniluoto

El principal campo de investigación de este pensador es la Filosofía de la Ciencia, pero también ha hecho aportaciones en Lógica Filosófica, La Epistemología, La Filosofía de la Tecnología y la Filosofía de la Cultura.
El modelo de razón al que Niiniluoto se apega es aquella razón que se basa en un sistema realista moderado, que analiza con humildad las carencias y las perspectivas que deben regir el conocimiento y el progreso. En algunas de sus obras menciona que la ciencia está cada vez más fragmentada, es decir que los trabajos que hacen los investigadores solo son leídos por investigadores y muy rara vez se publican para que otras personas los conozcan y los entiendan, además afirma que se defiende una “tecnociencia”, por un saber esencialmente práctico que simplemente analiza resultados y no se detiene en los procesos en otras palabras, que la ciencia se está convirtiendo en un modelo industrial que solo avanza si le inyectan capital externo en busca de patentes.
Ilkka va más allá de lo antes mencionado, él se pregunta por los objetivos, por las metas, por hallar una verdad que concentre todo ese esfuerzo, busca una razón que dé sentido a su búsqueda sin término y trata de unir la ciencia y las humanidades ve en ellas un árbol de la ciencia abierto a múltiples posibilidades, que dará lugar a equipos multidisciplinares capaces de analizar con mayor rigor y profundidad aquello que se propongan.
Propone una dirección de investigación para los jóvenes filósofos de la ciencia, menciona que aun hay importantes y ampliamente abiertos problemas en la Lógica Inductiva, también en todo lo relacionado con la inteligencia artificial y da un mensaje a todos los nuevos investigadores, dice que el erros del cientificismo radica en su sobrevaloración del alcance de la razón científica ya que a pesar de que el conocimiento científico es relevante para los problemas de decisión más urgentes, estos no tienen el monopolio de la solución de cuestiones de valor dentro de una sociedad libre y democrática.

## Su aporte a las universidades de Finlandia
Niiniluoto apoya el modelo universitario de investigación creado por Wilhelm von Humboldt (desarrollo de la libertad), y cree que se puede combinar con un modelo que enfatiza la responsabilidad por los resultados, siempre que los resultados producidos por las universidades se entiendan de una manera que sea característica de una universidad de educación. Niiniluoto es reacio a mudarse a "universidades de negocios" en Finlandia. Según él, los valores fundamentales del sistema universitario se pueden resumir de la siguiente manera, como se presenta en la estrategia de la Universidad de Helsinki:
- Criticidad
- Verdad
- Información
- Interdisciplinariedad
- Autonomía
- Educación
- Ética

La universidad es por lo tanto, el valor de una comunidad que no busca el negocio para hacer dinero. La conducta de las empresas conjuntas con la Universidad de interés común, de conformidad con la estructura de una metodología científica rigurosa investigación y criterios éticos.
La educación es de las capacidades humanas, habilidades, conocimientos, actitudes y valores de la reproducción continua de, el desarrollo y la transformación. Civilización, así definida, es a la vez un valor instrumental y el valor intrínseco. Por un lado, es la ciencia y el arte creado por el capital riesgo estratégico, capacidad de reserva que los ciudadanos necesitan para manejar sus vidas y metas. Por el contrario, es un proceso en evolución, lo que indica al individuo y la población en su conjunto una buena vida humana, los objetivos finales.
Desde la perspectiva de Niiniluoto es crucial para crear un diálogo entre los líderes políticos, empresas internacionales, universidades y organizaciones no gubernamentales. "Los investigadores están preocupados por el estado de nuestro medio ambiente. Tienen una opinión fundada e ilustrada de las posibilidades que ofrecen las nuevas tecnologías que deben ser comunicadas a los responsables políticos y de gestión empresarial. El Helsinki Chemicals Forum ayudará a la creación de una relación entre los investigadores de la química ", la industria, los grupos de interés no gubernamentales químicos y la nueva Agencia Europea de Sustancias Químicas, la ECHA, que se está ejecutando el acuerdo REACH.

## Algunas publicaciones

### Libros
- ¿Es la ciencia progresiva? (1984) Is Science Progressive?. Vol. 177 de Sociology of the Sciences & Synthese Library, ISSN 0166-6991 Ed. Springer, 272 pp. ISBN 9027718350, ISBN 9789027718358

en línea
- Verosimilitud (1987)

- Realismo científico crítico (2002) Critical scientific realism. Clarendon library of logic and philosophy. Oxford scholarship online. Edición ilustrada, reimpresa de Oxford Univ. Press on Demand, 341 pp. ISBN 0199251614, ISBN 9780199251612 (2002)

- Handbook of Epistemology. Eds. I. Niiniluoto, Matti Sintonen, Jan Wolenski. Ed. Springer, 1052 pp. ISBN 1402019858, ISBN 9781402019852 (2004) en línea

- Tememos: Diario Nórdico de Religión Comparativa(2011)